# Марина (име)
Марина је женско име латинског порекла. Води порекло из лат. Marina у значењу „морска“, што је био атрибут старогрчке богиње Афродите, која је рођена из морске пене и за коју се сматрало да је заштитница морнара. Зато су јој морнари приносили дарове на бројним острвима у Средоземном мору где су јој били култови. Историјски извори сведоче да су ово и слична имена почела да се јављају још у 13. веку.

## Популарност
Распрострањено је код разних европских народа од давнина (у Италији, Шпанији, Португалу, Немачкој, Грчкој, Румунији, Бугарској, Русији...).
У Француској је од 1999. до 2001. било међу првих деведесет, а у Шведској у истом временском интервалу међу првих триста. У САД-у ово име се сваке године налази међу првих 1000; највећу популарност је имало 1994. када је било на 212. месту, а 2007. је било на 464. месту.
Много је песама написано на тему Марина. Чувена је италијанска поп песма, Рока Гранате (Rocco Granata) „Марина, Марина, Марина“ из 1959. године, која је била интернационални хит.

## Слична и изведена имена
Пандан је мушко име Марин, а слично је и Маријо. Од ових имена изведена су имена Маре, Маринко и Марио. Сродна имена су и Мара, Маријана, Марица, Маринета, Мариора, Марита, Маша, Мија, Мирјам.

## Имендани
Имендани се славе у више држава:
| држава    | датум(и)                         |
| --------- | -------------------------------- |
| Бугарска  | 17. јул                          |
| Чешка     | 10. октобар                      |
| Француска | 20. јул                          |
| Грчка     | 17. јул                          |
| Летонија  | 25. март и 22. јул               |
| Литванија | 18. јун                          |
| Пољска    | 18. јун                          |
| Русија    | 12. март, 30. јул и 29. децембар |
| Шведска   | 20. новембар                     |

У Словачкој је облик овог имена Marína и у тој земљи се слави имендан 8. децембра.

## Варијације имена у језицима
-
-

## Познате личности
- Марина Цветајева (рус. Цветаева, Марина Ивановна), руски писац, (1892-1941)